# فردیناند بول
فردیناند بول (به هلندی: Ferdinand Bol)،(زاده۲۴ ژوئن ۱۶۱۶ –درگذشته ۲۴ اوت ۱۶۸۰) ،نقاش ،چاپگر فلزی و طراح هلندی بود.گرچه کارهای باقیمانده از او نادر است،ولی تاثیر رامبرانت را نشان می‌دهند.مانند استادش ،بول به موضوعات تاریخی، پرتره،خودچهره‌نگاری متعدد و شخصیت های منحصر به فرد با لباسهای عجیب و غریب علاقه داشت.

## نگارخانه

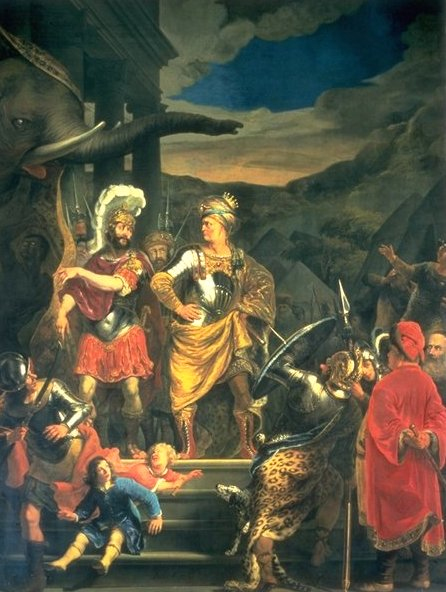
پیروس فیلش را به فابریتیوس نشان می‌دهد، (کاخ سلطنتی آمستردام)
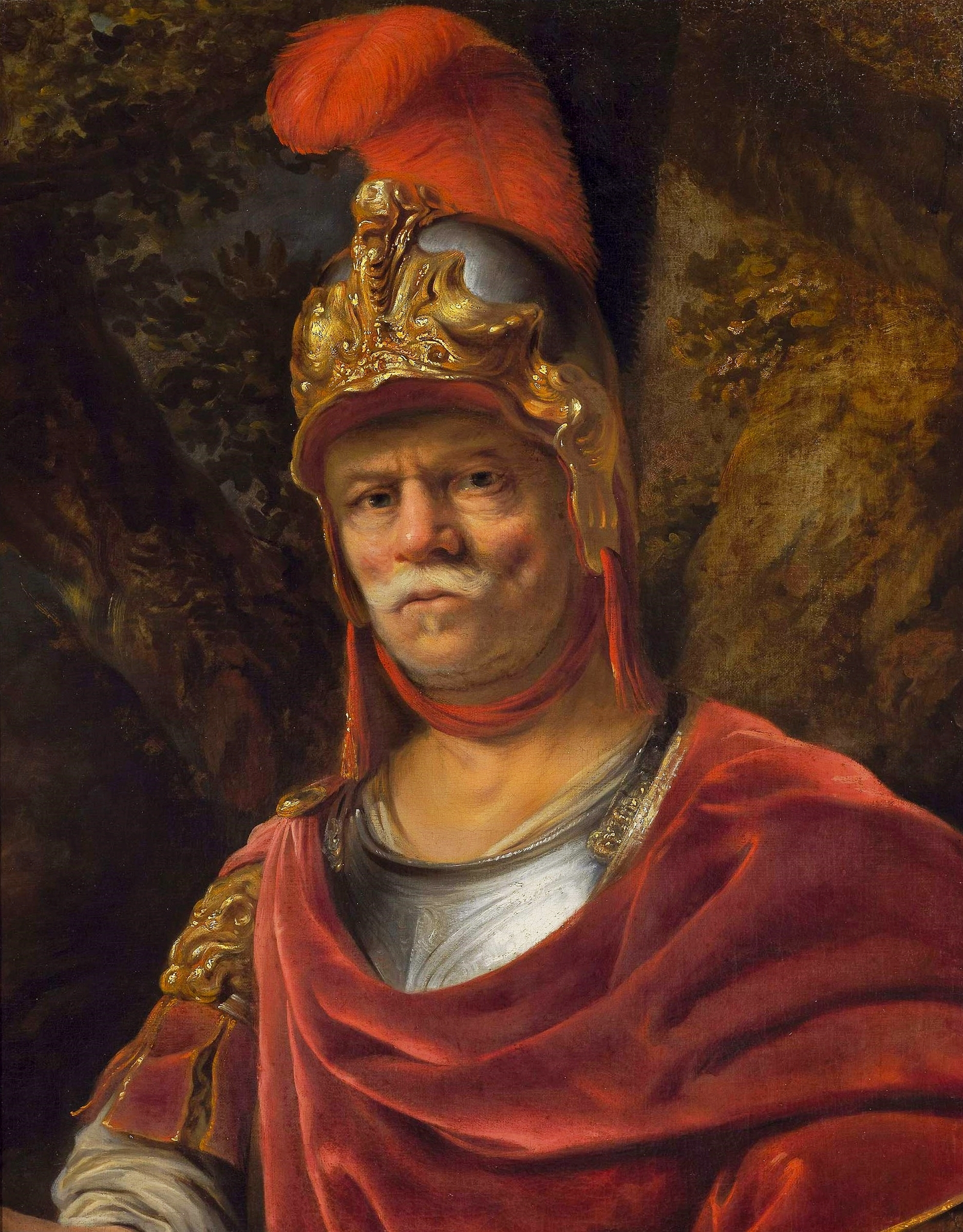
مرد در کلاه طلایی (مارس)، موزه ملی، ورشو
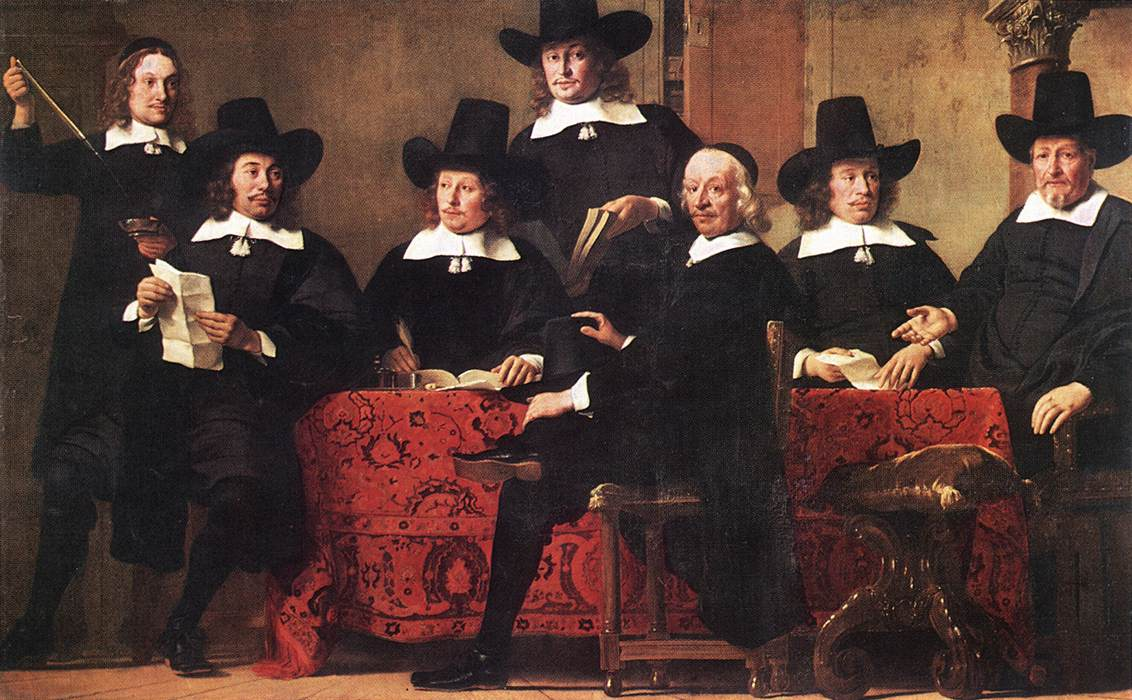
مسئولان صنف تاجران شراب، موزه Alte Pinakothek